# Matthías Jochumsson
Matthías Jochumsson (Þorskafjörður, 11 novembre 1835 – Akureyri, 18 novembre 1920) è stato un presbitero e poeta islandese. Fu anche un famoso commediografo e traduttore dell'epoca.

## Biografia
Nato in una famiglia segnata dalla povertà decise di viaggiare per tutta l'Europa per migliorare le sue capacità scoprendo nel corso della sua giovinezza la passione per le lingue e la letteratura.
Divenne celebre per aver scritto l'inno nazionale islandese Lofsöngur nel 1874.